# Mika Newton

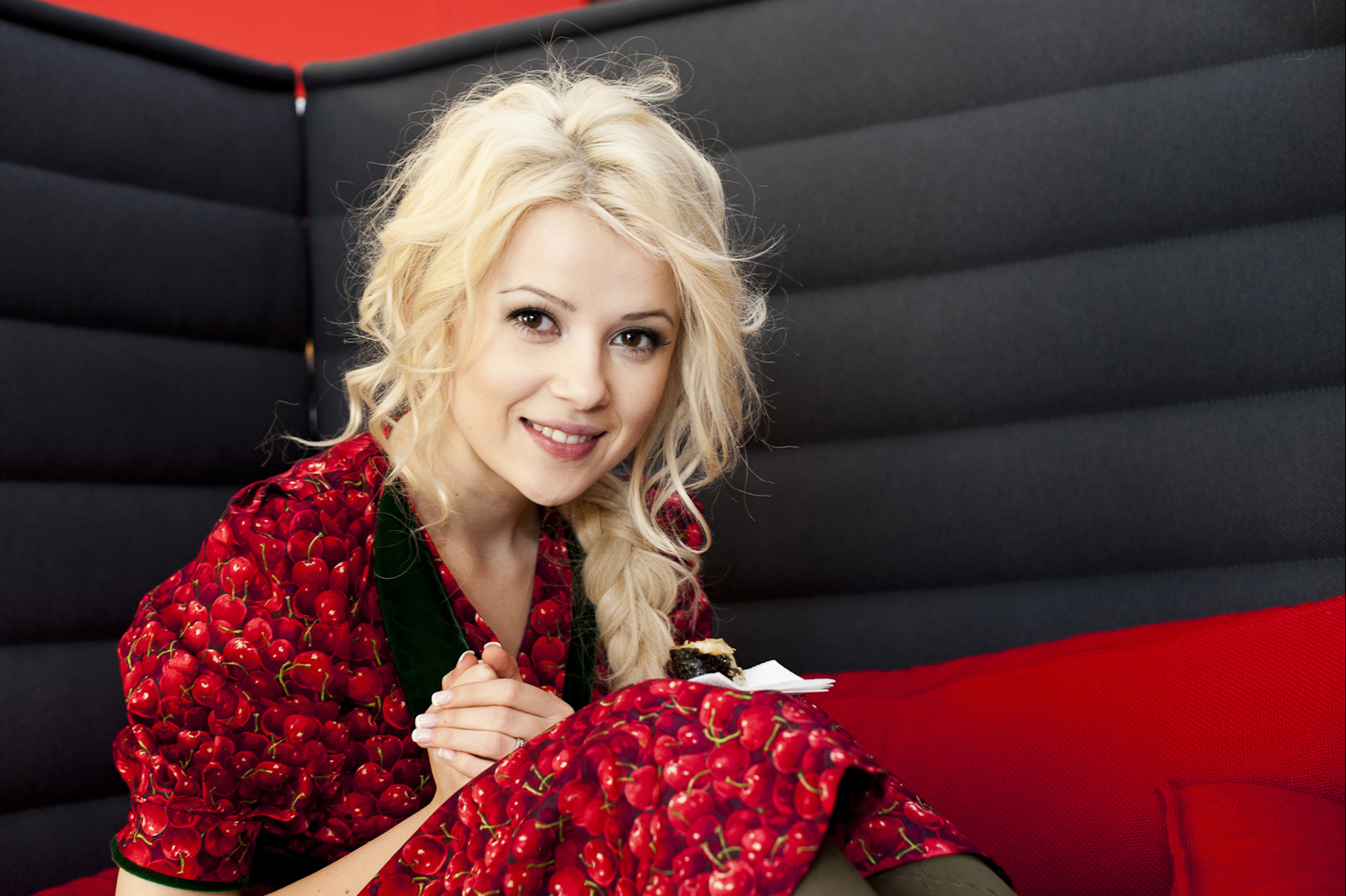
Mika Newton, ESC 2011

Mika Newton (ukrainisch Міка Ньютон; * 5. März 1986 in Burschtyn als Оксана Стефанівна Грицай, Oksana Stefaniwna Hryzaj) ist eine ukrainische Sängerin.

## Leben und Wirken
Mika, die schon als Neunjährige sang, wurde durch die Rocksängerin Avril Lavigne geprägt. Zusammen mit ihrer Band veröffentlichte sie schon 2005 ein Album und nahm am nationalen Vorentscheid zum Eurovision Song Contest 2005 teil. 2011 repräsentierte sie ihr Land beim Eurovision Song Contest 2011 mit der Ballade Angel (dt.: Engel) und belegte den vierten Platz.
Zunächst hatte sie den ukrainischen Vorentscheid am 26. Februar 2011 gewonnen. Anschließend gab es in den ukrainischen Medien Diskussionen, ob beim Vorentscheid alles mit rechten Dingen zugegangen sei. Der Beitrag von Mika Newton wurde bis auf Weiteres zurückgezogen. Ein neues Finale sollte am 3. März stattfinden. Dort sollte sie mit Angel gegen Zlata Ohnjewitsch mit The Kukushka und Jamala mit Smile antreten. Letztere zog sich allerdings am 1. März zurück, da sie nicht mit Manipulation und Korruption in Verbindung gebracht werden wollte. Am 2. März zog sich auch Ohnewitsch zurück, sodass Mika Newton als Teilnehmerin am internationalen Wettbewerb feststand.
Am 12. Mai 2011 interpretierte sie den englischsprachigen Titel im zweiten ESC-Halbfinale in Düsseldorf, woraufhin ihr der Einzug in das zwei Tage später stattfindende Finale gelang. Begleitet wurde Newton von Ksenija Symonowa, die im Hintergrund Gemälde aus Sand „malte“. Die Ukrainerin hatte mit ihren Sandmalereien die Casting-Show Ukraine Got Talent gewonnen. Im Finale am 14. Mai belegte Newton beim Sieg des aserbaidschanischen Duos Ell und Nikki den vierten Platz.

## Diskografie

### Alben
- 2005: Аномалия
- 2006: Тёплая река

### Singles (Auswahl)
- 2005: В Плену
- 2005: Белые Лошади
- 2011: Angel
- 2012: Don't Dumb Me Down
- 2012: Come Out and Play
- 2013: Magnets